# Liste von Persönlichkeiten der Stadt Hettstedt

Wappen der Stadt Hettstedt

Die Liste von Persönlichkeiten der Stadt Hettstedt enthält Personen, die in der Geschichte der Stadt Hettstedt in Sachsen-Anhalt eine nachhaltige Rolle gespielt haben. Es handelt sich dabei um Persönlichkeiten, die hier geboren sind oder in der Stadt gewirkt haben.
Für die Persönlichkeiten aus den nach Hettstedt eingemeindeten Ortschaften siehe auch die entsprechenden Ortsartikel.

## Söhne und Töchter der Stadt

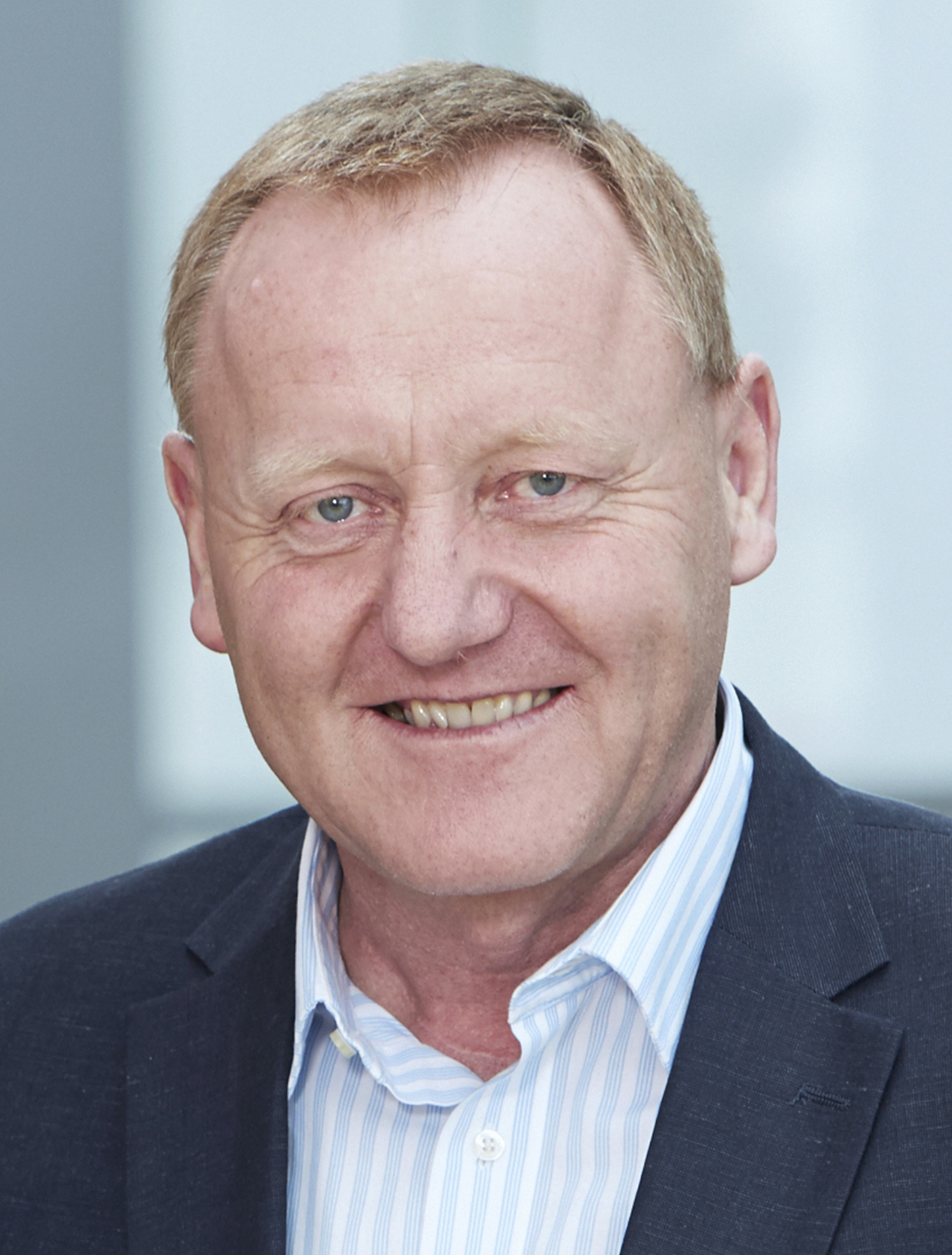
Jörg Hellmuth

- Johann Andreas Agthe (1733–1806), Organist
- Johann Peter Andreas Müller (1744–1821), Philosoph, lutherischer Theologe und Hochschullehrer
- Carl Christian Agthe (1762–1797), Komponist und Organist
- Carl Wilhelm Ernst Heimbach (1765–1801), Pädagoge
- Karl Friedrich Richter (1776–1838), lutherischer Theologe und Schriftsteller
- Carl Friedrich Schmid (1790–1845), Hüttenmeister  und Lehrer an der Bergschule Eisleben
- Gottlieb Carl Haubner (1806–1882), Tierarzt und Hochschullehrer
- Hermann Kahle (1829–1887), pädagogischer Schriftsteller, Theologe und Lehrer
- Bruno Emil König (1833–1902), Sachbuchautor
- Agnes Schönerstedt (1833–1896), Pianistin, Musiklehrerin, Meisterschülerin und Freundin von Clara Schumann
- Hermann Wohlfarth (1847–1926), Bauingenieur und nationalliberales Mitglied des Preußischen Abgeordnetenhauses
- Hans Michaelson (1872–1959), Maler der Avantgarde und „entarteter“ Künstler 1937[1]
- Friedrich Kegel (1874–1948), Bergwerksingenieur, Sammler und Abgeordneter. Das Mineral Kegelit ist nach ihm benannt.
- Erich Freygang (1883–nach 1948), Lehrer, Genealoge, Schriftsteller, Heimatforscher und Naturschützer
- Karl Weinrich (1887–1973), NSDAP-Gauleiter von Kurhessen, geboren in Molmeck
- Joachim Heinrichs (1889–1955), in Burgörner-Neudorf geborener Pfarrer und Mitglied der Bekennenden Kirche
- Richard Borowski (1894–1956), Minister in Niedersachsen
- Heribert Fütterer (1894–1963), Offizier, zuletzt General der Flieger im Zweiten Weltkrieg
- Paul Prinzler (1899–1963), Politiker (SPD), Bürgermeister der Gemeinde Rünthe (heute Bergkamen) und Amtsbürgermeister des früheren Amtes Pelkum (Kreis Unna)
- Walter Trautmann (1906–1983), Journalist und NSDAP-Gauwirtschaftsberater im Gau Halle-Merseburg
- Fritz Beyling (1909–1963), Widerstandskämpfer und Politiker (KPD, SED), geboren in Burgörner
- Günter Halle (* 1927), Abteilungsleiter im Ministerium für Staatssicherheit (MfS) der DDR, geboren in Molmeck
- Wolfgang Brockpähler (1929–2014), Schriftsteller
- Günter Menger (1931–2015), Offizier. Er war Generalmajor der NVA der DDR und stellvertretender Chef des Technischen Komitees der Vereinten Streitkräfte des Warschauer Vertrages.
- Horst Thieme (1931–1986), Historiker, Leipziger Stadtarchivar, geboren in Molmeck
- Irmgard Kühn (* 1933), Malerin und Grafikerin; geboren in Burgörner
- Jürgen Siemroth (1933–2021), Chemiker
- Alfred Schlya (* 1935), Ehrenpräsident des Deutschen Schachbundes, Träger des Bundesverdienstkreuzes
- Hans-Peter Sommer (* 1944), Lehrer, Kommunalpolitiker (CDU) und Landrat des Kreises Hettstedt, geboren in Burgörner
- Renate Hubig (* 1945), Fernsehansagerin des DDR-Fernsehens
- Gerhard Kern (* 1950), Politiker (CDU), 1990–1998 Landtagsabgeordneter in Sachsen-Anhalt
- Roland Claus (* 1954), Politiker (SED/PDS/Die Linke), Mitglied der DDR-Volkskammer, des Deutschen Bundestags und des Landtags von Sachsen-Anhalt, Vorsitzender der PDS-Bundestagsfraktion
- Jörg Hellmuth (* 1957), Politiker (CDU), 2013–2017 MdB
- Maik Albrecht (* 1981), Kampfsportler

## Personen mit Bezug zur Stadt Hettstedt
- August von Münchhausen (1788–1841), preußischer Offizier und Landrat
- Carl Wilhelm Mehliß (1806–1847), Arzt, Chirurg, Anatom, Autor international bekannter Schriften, seit 1840 Physikus in Hettstedt
- Richard Gebel (1922–?), Politiker (NDPD) und PGH-Vorsitzender
- Gabriele Rommel (* 1953), Germanistin und Novalis-Forscherin, lebte in Hettstedt
- Petra Wernicke (1953–2017), Politikerin (CDU), 1991–1994 und 2002–2009 Ministerin für Landwirtschaft und Umwelt des Landes Sachsen-Anhalt